# ルイ＝イポリット・ルバ
ルイ＝イポリット・ルバ（Louis-Hippolyte Lebas, 1782年3月31日 - 1867年6月12日）はフランスの建築家。
19世紀初頭の新古典主義の理論家キャトルメール・ド・カンシーの影響を強く受けたルバはナポレオン期のシャルル・ペルシェ、ピエール・フォンテーヌらを継承した建築家で揺籃時代のボザール建築家のうちの一人。
エコール・デ・ボザール創設以前の、ALTヴォードワイエのあと、ペルシェのアトリエで建築の修行を行う。1804年、さらに2年後の1816年の2年間滞在、そして1811年と、3度目にわたりイタリアに旅行する。この経験を通じて、古典主義の厳格さを備え、その原理がその後の新古典主義的な作風となって自身の建築の中に現れている。
1832年から1864年まで、アトリエ・パトロンをつとめる。また、ユイヨーの死去に伴い、1840年から1863年まで、ボザール・建築史担当の教授就任。教授態度から、想像を駆使するユイヨー比してルバは理知的と評された。ローマ建築を原型にすぐれた構成を示している。イタリアに3度も赴き、その間に「ホラチウスやヴュルギリクスを暗詞するように」ローマ建築を心に刻んだと伝えられる。イタリア古典建築に熟達した彼は、ポザール建築史の教授に迎えられたのである。

## 主な作品
- ノートルダム・ド・ロレット教会、パリ、1822年
- プチト・ロケット監獄、パリ、1831年から1836年